# 나는 집에 있다
《나는 집에있다》는 제작 예정인 드라마. 2004년 방영한 일본 드라마 〈홈 드라마!〉를 리메이크한 작품이다.

## 개요
가족이 아닌 사람들이 가족이 되어가는 이야기.

## 깁스

### 기본
- 유승호 : 정동주 역
- 나문희 : 홍정희 역 부모님이 하던 잡화점을 물려받아 학교 앞에 문방구를 하면서 바쁘게 살아가는 인물. 갑작스런 사고로 남편을 잃고 외로움에 몸부림치던 중 정동주가 찾아와 새로운 가족을 형성한다.
- 전혜진
- 이성민